# Klima- og energiministre fra Danmark
Dette er en liste over danske klima- og energiminister siden 2007. Betegnelsen energi-, forsynings- og klimaminister blev indført i 2015 hvor  Energi-, Forsynings- og Klimaministeriet blev dannet.
| Klima- og energiminister              | Parti                       | Fra               | Til               | Regering(er)                                                              |
| ------------------------------------- | --------------------------- | ----------------- | ----------------- | ------------------------------------------------------------------------- |
| Connie Hedegaard                      | Det Konservative Folkeparti | 23. november 2007 | 24. november 2009 | Regeringen Anders Fogh Rasmussen III og Regeringen Lars Løkke Rasmussen I |
| Lykke Friis                           | Venstre                     | 24. november 2009 | 3. oktober 2011   | Regeringen Lars Løkke Rasmussen I                                         |
| Martin Lidegaard                      | Radikale Venstre            | 3. oktober 2011   | 2. februar 2014   | Regeringen Helle Thorning-Schmidt I                                       |
| Rasmus Helveg Petersen                | Radikale Venstre            | 3. februar 2014   | 28. juni 2015     | Regeringen Helle Thorning-Schmidt II                                      |
| Energi-, forsynings- og klimaminister | Parti                       | Fra               | Til               | Regering(er)                                                              |
| Lars Christian Lilleholt              | Venstre                     | 28. juni 2015     | 6. juni 2019      | Regeringen Lars Løkke Rasmussen II                                        |
| Klima-, energi- og forsyningsminister | Parti                       | Fra               | Til               | Regering(er)                                                              |
| Dan Jørgensen                         | Socialdemokratiet           | 27. juni 2019     | 15. december 2022 | Regeringen Mette Frederiksen I                                            |
| Lars Aagaard                          | Moderaterne                 | 15. december 2022 | Nuværende         | Regeringen Mette Frederiksen II                                           |